# Gyn-Depesche
Gyn-Depesche ist eine zweimonatlich erscheinende medizinische Fachzeitschrift für Gynäkologen. Die Gyn-Depesche bietet den Lesern vor allem Kurzreferate von Originalarbeiten aus der internationalen Fachliteratur (AJOG, BJOG, JAMA, Lancet). Dazu zählen neben klinischen Studien, Reviews und Leitlinien auch praxisrelevante Kasuistiken.
Die Rubriken umfassen von Fertilität, Kontrazeption, Gravidität und Pränataldiagnostik bis zu Geburtshilfe, Neonatologie und Wochenbett alle wichtigen Themen der Fortpflanzungsmedizin bei Frauen. Auch alle anderen Teilgebiete der Gynäkologie wie Endokrinologie, Infektionen und Onkologie sind mit Rubriken vertreten.
Kongressberichte und von der Bayerischen Landesärztekammer zertifizierte ärztliche Fortbildungen (CME) runden das Informationsangebot ab.